# Article 5 de la Constitution tunisienne de 1959
L’article 5 de la Constitution tunisienne de 1959 est le cinquième des 78 articles de la Constitution tunisienne adoptée le 1er juin 1959. Il définit les principes fondamentaux de la République tunisienne.
Il fait partie des 17 articles du chapitre intitulé « Dispositions générales », qui décrit les dispositions relatives aux principes de base de l'État tunisien de l'article 1 à l'article 4, ainsi qu'aux droits et aux devoirs du citoyen de l'article 5 à l'article 17.

## Texte
« La République tunisienne garantit l'inviolabilité de la personne humaine et la liberté de conscience, et protège le libre exercice des cultes, sous réserve qu'il ne trouble pas l'ordre public. »